# Michael Hollick
Michael Hollick (Brooklyn, Nueva York; 5 de agosto de 1973) es un actor estadounidense. Es conocido por poner la voz y la captura de movimiento de Niko Bellic en el videojuego de 2008 Grand Theft Auto IV.

## Primeros años
Estudió en la Universidad Carnegie Mellon, donde se licenció en Bellas Artes.

## Carrera profesional
Hollick ha aparecido en plays como De La Guarda, Fuerzabruta' en off-Broadway, y Tarzán y Jumpers en Broadway. Otros créditos incluyen papeles menores en TV en Ley y orden, Hawaii Five-0, Ley y orden: intención criminal,Ley y orden: Unidad de víctimas especiales y Sexo en Nueva York. Hollick interpretó al personaje villano Scar en la producción Las Vegas de El Rey León.
En 2004, fue contratado por Rockstar Games para dar voz y captura de movimiento a Niko Bellic en su videojuego Grand Theft Auto IV', que salió a la venta en abril de 2008. Tras el lanzamiento del juego, Hollick argumentó que no se le pagó lo suficiente por su trabajo, ya que recibió 100.000 dólares por su trabajo mientras que el juego recaudó 600 millones de dólares en total.

## Vida personal
Hollick está casado con la actriz Angela Tsai desde 2007. El 22 de julio de 2010, Tsai dio a luz a su hijo. En 2015, dio a luz a su hija.